# Memphis Bleek

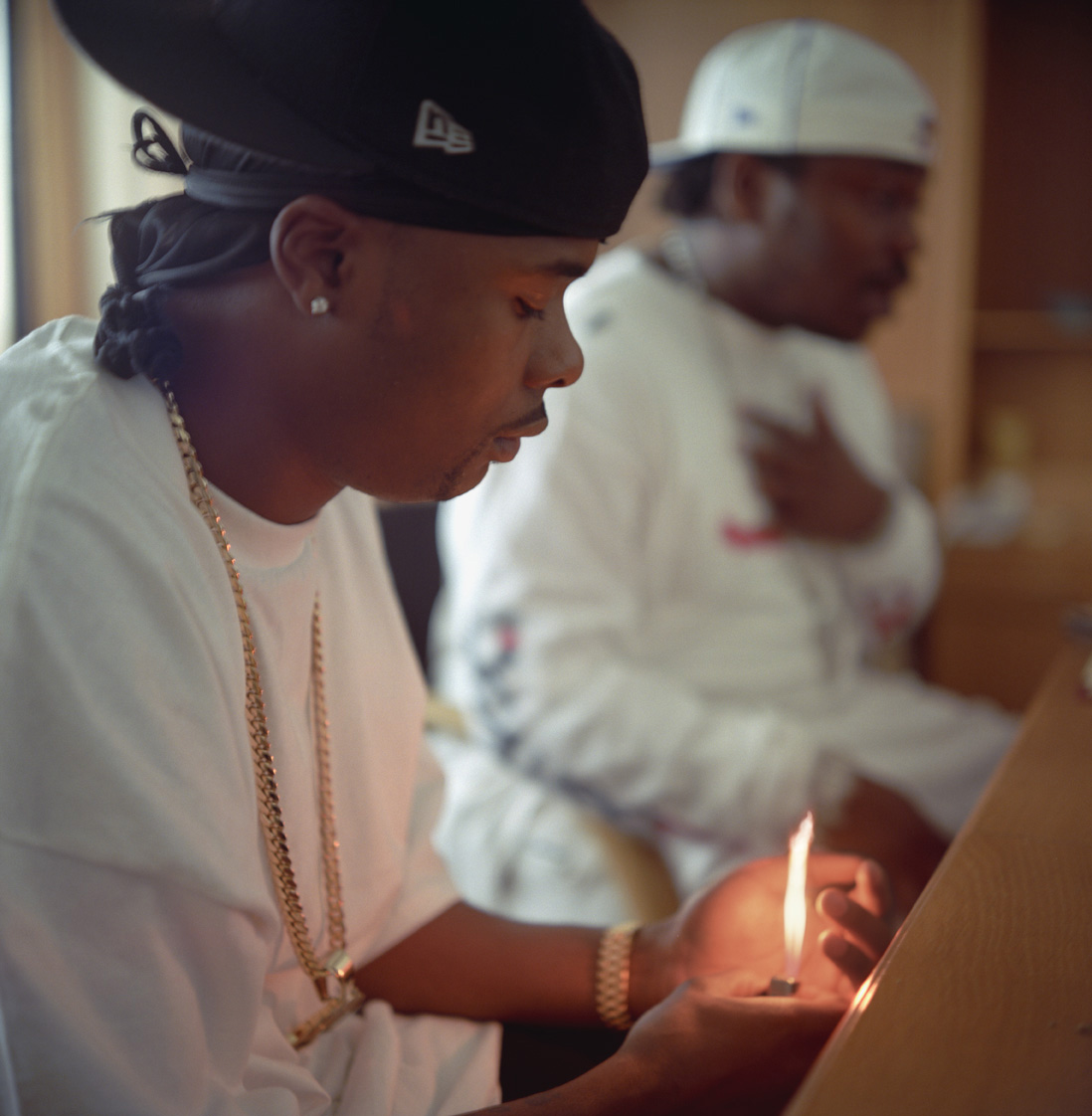
Memphis Bleek (2003)

Memphis Bleek (* 23. Juni 1978 in Brooklyn, New York; bürgerlich Malik Thuston Cox) ist ein US-amerikanischer Rapper, der auch als M.E.M, M Extra Money, M Bleek oder M Easy bekannt ist.

## Biografie
Memphis Bleek wuchs unter schlechten Umständen zusammen mit seinem Freund Shawn Carter in einer der ärmsten Gegenden New Yorks auf.
Beide beschäftigen sich mit Rap und fangen an, ihre ersten Texte zu schreiben. Als sein Freund Shawn Carter, mittlerweile als Jay-Z bekannt, sein Album „Reasonable Doubt“ aufnimmt, lässt er seinen Freund bei der Aufnahme des Songs „Coming of Age“ ein Paar Zeilen rappen. Jay-Zs Album wird zum Hit, doch Bleek bekommt nur wenig Aufmerksamkeit geschenkt. Im Jahr 1999 besitzt Jay-Z bereits seine eigene Plattenfirma Roc-A-Fella Records und unterstützt Bleek bei seinem ersten Soloprojekt „Coming of Age“. Sein Album, das unter anderem Gastauftritte von Ja Rule und Beanie Sigel aufweist, wird sehr erfolgreich, jedoch kann sich Bleek nicht aus dem Schatten von Jay-Z hervorheben.
Memphis Bleek arbeitet weiterhin mit Jay-Z und veröffentlicht im Jahr 2000 das Nachfolgealbum „The Understanding“. Drei Jahre später erscheint schließlich sein drittes Album „M.A.D.E.“. Bleek zeigt sich auf diesem Album wesentlich innovativer und wurde durch Gastauftritte von Kanye West und Just Blaze unterstützt.
2005 veröffentlicht er sein Album „534“, dessen Titel für die Hausnummer des Hauses steht, in dem er aufwuchs. Auf seinem Album wird er von alten Freunden aus New York wie M.O.P. unterstützt, trotzdem verpasst ihm sein Album nicht den erhofften Schub.

## Diskografie

### Alben
| Jahr | Titel             | Höchstplatzierung, Gesamtwochen, AuszeichnungChartsChartplatzierungen (Jahr, Titel, Platzierungen, Wochen, Auszeichnungen, Anmerkungen) | Anmerkungen                                                |
| Jahr | Titel             | US | Anmerkungen                                                |
| ---- | ----------------- | --- | ---------------------------------------------------------- |
| 1999 | Coming of Age     | US7 Gold · (9 Wo.)US | Erstveröffentlichung: 3. August 1999 Verkäufe: + 500.000   |
| 2000 | The Understanding | US16 Gold · (20 Wo.)US | Erstveröffentlichung: 5. Dezember 2000 Verkäufe: + 500.000 |
| 2003 | M.A.D.E.          | US35 (15 Wo.)US | Erstveröffentlichung: 16. Dezember 2003                    |
| 2005 | 534               | US11 (6 Wo.)US | Erstveröffentlichung: 17. Mai 2005                         |

### Singles
| Jahr | Titel Album                                            | Höchstplatzierung, Gesamtwochen, AuszeichnungChartplatzierungen (Jahr, Titel, Album, Platzierungen, Wochen, Auszeichnungen, Anmerkungen) | Höchstplatzierung, Gesamtwochen, AuszeichnungChartplatzierungen (Jahr, Titel, Album, Platzierungen, Wochen, Auszeichnungen, Anmerkungen) | Anmerkungen                                              |
| Jahr | Titel Album                                            | UK | US | Anmerkungen                                              |
| ---- | ------------------------------------------------------ | --- | --- | -------------------------------------------------------- |
| 1998 | It’s Alright Vol. 2… Hard Knock Life                   | — | US61 (12 Wo.)US | Jay-Z feat. Memphis Bleek                                |
| 1999 | What You Think of That Coming of Age                   | UK58 (2 Wo.)UK | — | feat. Jay-Z                                              |
| 2000 | Hey Papi Nutty Professor II: The Klumps Soundtrack     | — | US76 (15 Wo.)US | feat. Jay-Z und Amil                                     |
| 2000 | Is That Your Chick (The Lost Verses) The Understanding | — | US68 (13 Wo.)US | feat. Jay-Z und Missy Elliott                            |
| 2001 | Change the Game The Dynasty: Roc La Familia            | — | US86 (14 Wo.)US | Jay-Z feat. Memphis Bleek, Beanie Sigel und Static Major |

Weitere Singles
- 1999: Money Cash Hoes mit Jay-Z, Beanie Sigel & DMX
- 1999: Hard Knock Life mit Jay-Z, Beanie Sigel & DMX
- 1999: Memphis Bleek Is... mit Ja Rule
- 1999: My Hood To Your Hood
- 2000: The Truth mit Beanie Sigel
- 2000: My Mind Right
- 2001: Guilty Until Proven Innocent mit Jay-Z, R. Kelly & Beanie Sigel
- 2002: Misunderstood
- 2003: Need Me in Your Life/We Ballin
- 2003: Round Here
- 2005: Brand New Album
- 2005: Like That
- 2005: Is That Your Chick
- 2005: Dear Summer
- 2007: Do My.
- 2007: One
- 2007: Infatuated